# Stoven
Stoven – wieś w Anglii, w hrabstwie Suffolk, w dystrykcie East Suffolk. Leży 47 km na północny wschód od miasta Ipswich i 153 km na północny wschód od Londynu.